# Wendy Richard
Wendy Richard (20 de julho de 1943 — 26 de fevereiro de 2009) foi uma atriz britânica mais conhecida pelos papéis de Miss Brahms na sitcom Are You Being Served? e Pauline Fowler na telenovela EastEnders.
Teve um breve e bem-sucedido envolvimento com a música no começo da década de 1960, ao gravar com Mike Sarne o single "Come Outside", que chegou ao primeiro lugar das paradas britânicas.
Morreu em 2009 em decorrência de um câncer de mama.